# کوه‌های تووخوش
کوه‌های تووخوش (به لاتین: Tovkhosh Mountains) یک کوه در مغولستان است که در استان زوخان واقع شده‌است.